# Флорида (департамент)
Вижте пояснителната страница за други значения на Флорида.
Флорѝда (на испански: Florida) е един от 19-те департамента на южноамериканската държава Уругвай. Намира се в южноцентралната част на страната. Общата му площ е 10 457 км², а населението е 68 636 жители (2004 г.) Столицата му е едноименния град Флорида.